# Papurana
A Papurana a kétéltűek (Amphibia) osztályába, valamint a békák (Anura) rendjébe és a valódi békafélék (Ranidae) családjába tartozó nem.

## Előfordulásuk
A nembe tartozó fajok Új-Guinaában és a környező szigeteken, Indonéziában, a Salamon-szigeteken, Ausztráliában (Queensland, Északi terület), Vietnámban, Laoszban és Kambodzsában honosak. A Papurana daemeli a valódi békafélékhez tartozó egyetlen békanem Ausztráliában.

## Taxonómiai helyzete
A Papurana eredetileg a Rana egyik alneme volt. Gyakran az akkor még nagy változatosságot mutató Hylarana nemhez számították, míg Oliver és munkatársai 2015-ben felül nem vizsgálták a nemet, a Hylarana nemet leszűkítették, a Papurana pedig önálló nem rangot kapott.

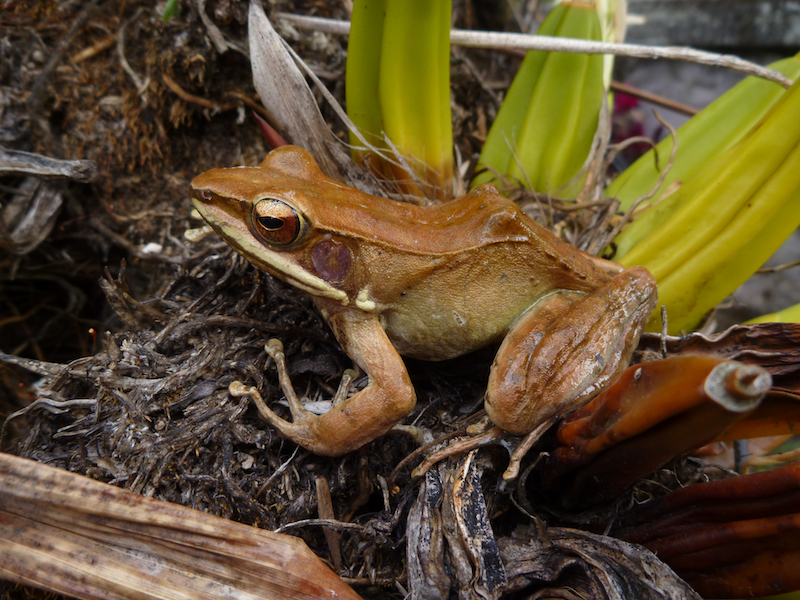
Papurana florensis

A Papurana elberti, a Papurana florensis és a Papurana moluccana csak ideiglenesen került a nembe, végleges besorolásukat a molekuláris genetikai vizsgálatok alapján döntik el.

## Rendszerezés
A nembe az alábbi fajok tartoznak:
- Papurana arfaki (Meyer, 1875)
- Papurana attigua (Inger, Orlov, and Darevsky, 1999)
- Papurana aurata (Günther, 2003)
- Papurana celebensis (Peters, 1872)
- Papurana daemeli (Steindachner, 1868)
- Papurana elberti (Roux, 1911)
- Papurana florensis (Boulenger, 1897)
- Papurana garritor (Menzies, 1987)
- Papurana grisea (Van Kampen, 1913)
- Papurana jimiensis (Tyler, 1963)
- Papurana kreffti (Boulenger, 1882)
- Papurana milleti (Smith, 1921)
- Papurana milneana (Loveridge, 1948)
- Papurana moluccana (Boettger, 1895)
- Papurana novaeguineae (Van Kampen, 1909)
- Papurana papua (Lesson, 1826)
- Papurana supragrisea (Menzies, 1987)
- Papurana volkerjane (Günther, 2003)
- Papurana waliesa (Kraus & Allison, 2007)